# Bandeira de Sverdlovsk
A Bandeira de Sverdlovsk é um dos símbolos oficiais do Oblast de Sverdlovsk, uma subdivisão da Federação Russa. A atual bandeira foi adotada em 6 de maio de 2005 e é uma versão simplificada da versão adotada em 14 de abril de 1997 que possuía as armas de Sverdlovsk.

## Descrição
Seu desenho consiste em um retângulo de proporção largura-comprimento de 2:3, composto por quatro listras horizontais de diferentes larguras com as cores, de cima para baixo, branca, com 7/20 da largura total, azul, com 9/20 da largura total, branca, com 1/20 da largura total e e verde, com 3/20 da largura total.

## Simbolismo
As cores têm um significado e são: 
- O branco representa a beleza, a inocência da natureza, a verdade, o bem e a paz[1][2][3][4][5][6];
- O azul a honestidade, a eternidade, o infinito, a beleza, a verdade e a crença[1][2][3][4][5][6];
- O verde a vida, a primavera, a renovação, a liberdade, a felicidade, a esperança, a saúde e da riqueza da natureza dos Urais[1][2][3][4][5][6].

A bandeira de Sverdlovsk segue um padrão muito comuns nas bandeiras das regiões que compreendem a Sibéria, ou seja usa as cores branca, azul e verde.